# العلاقات الجنوب إفريقية الغواتيمالية
العلاقات الجنوب أفريقية الغواتيمالية هي العلاقات الثنائية التي تجمع بين جنوب أفريقيا وغواتيمالا.

## مقارنة بين البلدين
هذه مقارنة عامة ومرجعية للدولتين:
| وجه المقارنة                                              | جنوب أفريقيا | غواتيمالا       |
| --------------------------------------------------------- | --- | --------------- |
| المساحة (كم2)                                             | 1.22 مليون | 108.89 ألف      |
| عدد السكان (نسمة)                                         | 57.73 مليون | 17.26 مليون     |
| الكثافة السكانية (ن./كم²)                                 | 47.32 | 158.51          |
| العاصمة                                                   | بريتوريا، بلومفونتين، كيب تاون | غواتيمالا       |
| اللغة الرسمية                                             | لغة إنجليزية، اللغة الأفريقانية، اللغة النديبلي الجنوبية، اللغة السوثو الشمالية، اللغة السوتية، لغة سوازي، اللغة التسونجا، اللغة التسوانية، اللغة الفيندية، اللغة الكوسية، اللغة الزولوية | اللغة الإسبانية |
| العملة                                                    | راند جنوب أفريقي | كتزال غواتيمالي |
| الناتج المحلي الإجمالي (بليون دولار)                      | 349.42 مليار | 75.62 مليار     |
| الناتج المحلي الإجمالي (تعادل القوة الشرائية) بليون دولار | 725.91 مليار | 126.21 مليار    |
| الناتج المحلي الإجمالي الاسمي للفرد دولار أمريكي          | 5.72 ألف | 3.90 ألف        |
| الناتج المحلي الإجمالي للفرد دولار أمريكي                 | 13.05 ألف | 7.45 ألف        |
| مؤشر التنمية البشرية                                      | 0.666 | 0.627           |
| رمز المكالمات الدولي                                      | +27 | +502            |
| رمز الإنترنت                                              | .za | .gt             |
| المنطقة الزمنية                                           | ت ع م+02:00، أفريقيا/جوهانسبرغ ‏ | 00              |

## منظمات دولية مشتركة
يشترك البلدان في عضوية مجموعة من المنظمات الدولية، منها:
| علم المنظمة | اسم المنظمة                        | تاريخ انضمام جنوب أفريقيا | تاريخ انضمام غواتيمالا |
| ----------- | ---------------------------------- | ------------------------- | ---------------------- |
|             | مؤسسة التنمية الدولية              | 12 أكتوبر 1960            | 27 أبريل 1961          |
|             | يونسكو                             | 4 نوفمبر 1946             | 2 يناير 1950           |
|             | وكالة ضمان الاستثمار متعدد الأطراف | 10 مارس 1994              | 11 يوليو 1996          |
|             | الأمم المتحدة                      | 7 نوفمبر 1945             | 21 نوفمبر 1945         |
|             | الاتحاد البريدي العالمي            | ?                         | ?                      |
|             | البنك الدولي للإنشاء والتعمير      | 27 ديسمبر 1945            | 28 ديسمبر 1945         |
|             | المنظمة الهيدروغرافية الدولية      | ?                         | ?                      |
|             | الاتحاد الدولي للاتصالات           | 1910                      | 10 يوليو 1914          |
|             | منظمة حظر الأسلحة الكيميائية       | ?                         | ?                      |
|             | مؤسسة التمويل الدولية              | 3 أبريل 1957              | 20 يوليو 1956          |
|             | منظمة التجارة العالمية             | 1995                      | ?                      |
|             | منظمة الشرطة الجنائية الدولية      | ?                         | ?                      |

## وصلات خارجية
- موقع وزارة الخارجية الجنوب أفريقية
- موقع وزارة الخارجية الغواتيمالية